# Georges Troisfontaines
Pour les articles homonymes, voir Troisfontaines (homonymie).
Georges Troisfontaines, né le 19 novembre 1919 à Liège et mort le 1er février 2007 à Neuilly-sur-Seine (Hauts-de-Seine), est un homme d'affaires belge, fondateur de World Production et de World Press, une agence de distribution de bandes dessinées et un auteur de bande dessinée.

## Biographie

### Les débuts
Georges François Joseph Ghislain Troisfontaines naît le 19 novembre 1919 à Liège,.
Il est un véritable passionné d’aéronautique et par l’épopée des pilotes américains qu’il chronique régulièrement, à partir de 1938, dans Spirou aviateur, Le Coin du modéliste, La Page de l'aviation puis dans La Page illustrée du CSA, ce qui signifie Club Spirou aviation, mais également Marine, rubriques publiées dans Spirou qui en est à sa première année de parution et qu'il signe indifféremment sous les pseudonymes de Georges Cel, G. Cel ou Géo Cel.

Il entre ainsi par la petite porte avant de se rendre indispensable, : 

« J’avais décidé à dix-sept ans de faire du journalisme. Je n’avais pas d’argent et je voulais apprendre le vol à voile. L’inscription coûtait à l’époque six cents francs. J’ai donc écrit à Dupuis afin de tenir la rubrique aviation, moyennant dix-sept francs cinquante par semaine, ce qui était assez peu… Et Dupuis m’a confié la rubrique. Dès la seconde semaine, il m’a fait passer de dix-sept francs cinquante à cinquante francs, j’ai donc triplé mon chiffre d’affaires. Et pour illustrer ma rubrique, j’ai cherché un dessinateur. L’éditeur m’a donné quatre-vingt-cinq francs, j’en ai pris quarante-cinq pour moi, quarante pour le dessinateur. C’est comme ça que j’ai rencontré Victor Hubinon et que j’ai commencé à faire des séries. »

Pour se lancer dans les affaires, ce qu'il fera avec culot, Georges Troisfontaines obtient l'émancipation de sa mère.

### La World Press
À la Libération, Troisfontaines comprend très vite qu'il est infiniment plus rémunérateur de prendre un pourcentage sur une quinzaine d’auteurs qu’il ne lui reste plus qu’à diriger, le plus efficacement possible que de créer une série. Amené par son observation de l’intérieur du fonctionnement de la rédaction de Spirou, il fonde la World’s Publicity Press. Cette dénomination à consonance ronflante est rapidement modifiée par World’s P. Press, puis par World Presse et Publicité : une agence inspirée de l'agence parisienne Opera Mundi de Paul Winkler et des syndicates américains, dont l'originalité est la division du travail, qui fournissaient les journaux d'outre-Atlantique en bande dessinée. La World Press fournit des bandes dessinées, des rubriques et même de la publicité aux Dupuis, les éditeurs des hebdomadaires Spirou, Le Moustique et Bonnes Soirées. Cette société occupe d'abord modestement une pièce chez sa mère à Liège. Son but est de traiter une bande dessinée comme un film avec un scénario, un crayonné par un créateur, puis de confier à d’autres l’encrage, puis à d’autres encore la mise en couleurs. Il se confronte à la résistance de dessinateurs soucieux de protéger l’intégrité de leur trait et l’unicité de leur dessin. Mais l’efficacité de Troisfontaines, son habileté à détecter des talents montants font de World Press, le berceau d’un renouvellement considérable de la bande dessinée belge.
En 1944, Georges Troisfontaines a une sœur qui a pour ami Jean-Michel Charlier ; ce dernier se fait engager comme illustrateur, il est vite rejoint par André Beckers.
Georges Troisfontaines est également le co-créateur de Buck Danny avec Victor Hubinon, lequel le prend comme modèle, au lendemain de la Seconde Guerre mondiale, dans le courant de l’année 1946 (juste avant d’être publié dans Spirou), au sein de la récente World’s P. Press. Après avoir réalisé les seize premières planches, dixit le spécialiste Jean-Yves Brouard , du premier album de la série, « Les Japs attaquent», pris par ses activités d'homme d'affaires à savoir décrocher les contrats publicitaires pour Le Moustique, il confie ensuite le scénario de la série à Jean-Michel Charlier. Après qu'elle lui fut déniée, sa paternité lui en a été rétablie lors d'un procès intenté en 1997,.
À partir de 1946 jusqu'en 1948, il écrit quelques nouvelles illustrées par lui-même, Jean-Michel Charlier le plus souvent, Victor Hubinon et Will dans Spirou.
En 1949, lors d'un dîner supposé bien arrosé à New York, Georges Troisfontaines, en compagnie de Jijé et Morris rencontre René Goscinny et lui fait une proposition « Si vous passez par Bruxelles… ». Dino Attanasio rencontre Troisfontaines dans un bar près de la Grand-Place de Bruxelles où il avait ses habitudes et se fait questionner sur sa capacité de production, et en 1950, il dessine un récit Fanfan et Polo sur un scénario de Charlier pour le quotidien belge La Libre Belgique.
En 1951, Troisfontaines s'associe avec son futur beau-frère Yvan Chéron, patron lui aussi d’une agence de presse, l’International Press et ouvre un bureau au 34 avenue des Champs-Élysées à Paris. Chéron avait engagé auparavant un jeune dessinateur Albert Uderzo repéré dans France-Dimanche, lequel sera invité à installer sa table à dessin dans son agence. La même année, Troisfontaines engage René Goscinny pour représenter son agence à Paris.
Grâce à Charlier qui travaille pour Troisfontaines également comme secrétaire de rédaction, il rencontre Uderzo. Goscinny exerce simultanément les emplois de  dessinateur, scénariste à tout faire et homme de main de Troisfontaines à New York, où il réside 18 mois sur les 50 qu’il passe à travailler pour la  World Press, car Georges Troisfontaines et Dupuis ont pour projet la création d'un magazine TV Family. Toujours la même année, Eddy Paape rejoint la World Press et crée graphiquement le personnage de l'Oncle Paul, inspiré de Paul Dupuis dans la série Belles Histoires de l'Oncle Paul sur scénario de Charlier puis de Octave Joly. Cette série sert d'écolage pour les jeunes dessinateurs réalistes que sont notamment Follet, Aidans, Mézières, Piroton, Mouminoux, Bielsa, Parras, Roba.
Jamais à court d'idées, Troisfontaines charge Eddy Paape et Goscinny d'installer un journal lumineux en couleur (le premier de Belgique) qui diffuse des informations en continu.
Principal fournisseur de bandes dessinées réalistes pour le journal de Spirou, davantage dévolu aux séries humoristiques, doit avoir continuellement du nouveau matériel correspondant aux attentes du public ; il décide ainsi quel contenu il faut créer et demande à ses dessinateurs dont Dino Attanasio et son frère, Albert Weinberg, Jean Graton, Mitacq, Gérald Forton, Jijé et scénaristes dont Jean-Michel Charlier, Joly et Goscinny de les réaliser. Troisfontaines s’avère aussi utile dans la création des séries qu’il propose : Buck Danny, La Patrouille des Castors (1954), Marc Dacier (1958).

#### Les bureaux bruxellois

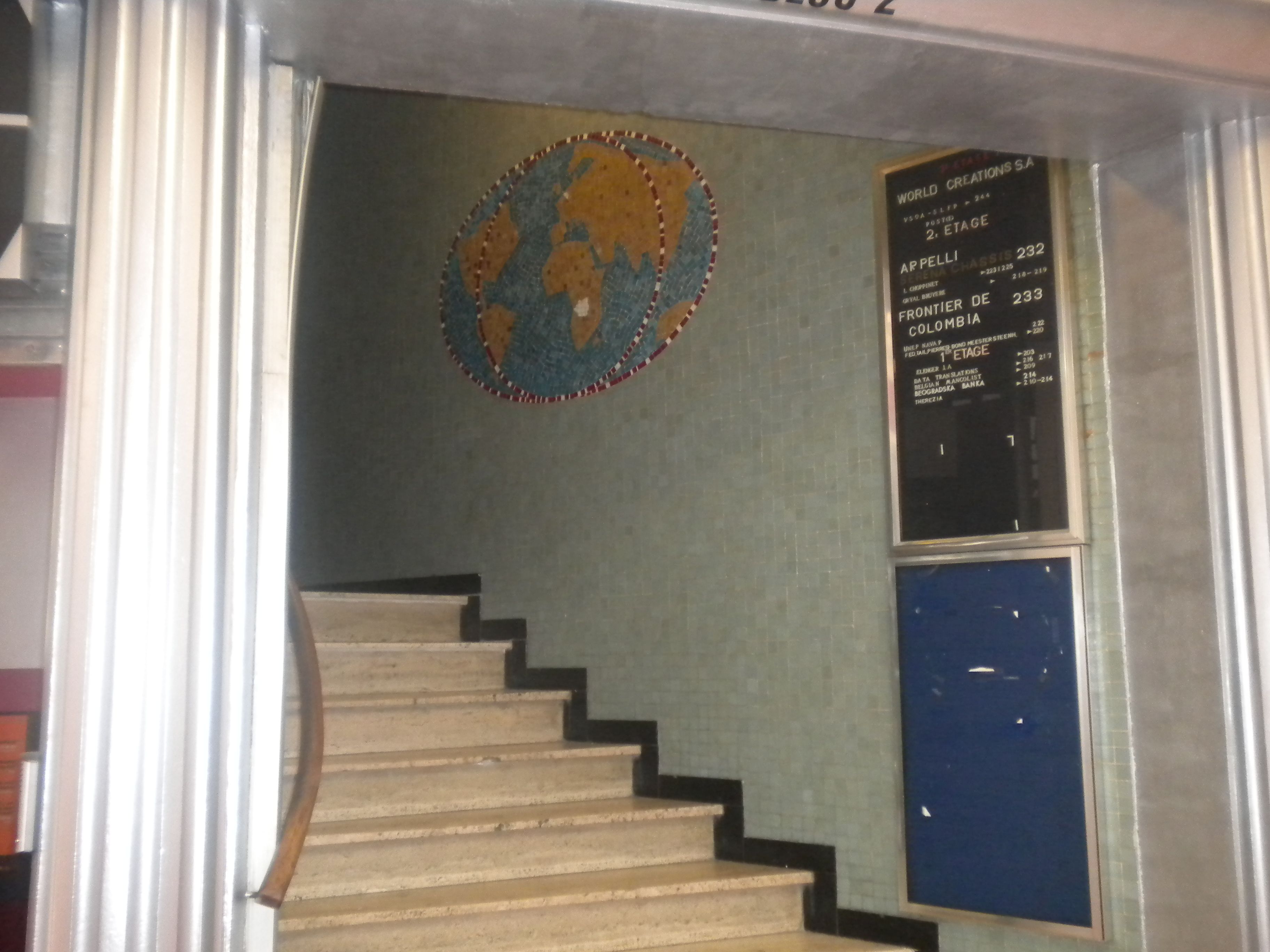
Dans le hall de l'immeuble, il y a encore le logo, en forme de mappemonde muette, de la World Press (ainsi que, à droite, sur le panneau des intitulés des occupants de l'immeuble, le nom d'une société, World Créations SA)

Troisfontaines est responsable de la maquette du Moustique. Rosy est chargé par Dupuis d’homogénéiser les deux versions du journal (Moustique et Humoradio). Rosy — qui a reçu sa chance de Troisfontaines — convainc l’éditeur Dupuis de créer un bureau à Bruxelles. Troisfontaines loue à Dupuis, une partie des bureaux de la World Press qui lui appartiennent, situés dans la Galerie du Centre, bloc II no 244 - 3e étage, rue des Fripiers, près de la Place de Brouckère à Bruxelles. Le lieu devient le carrefour où se rencontrent les dessinateurs du journal, ce qui favorise la cohésion du Spirou de l’âge d’or.
En 2013, le Syndicat Libre de la Fonction Publique (SLFP Poste) — qui occupe à présent les bureaux — découvre sur le mur d'un des bureaux une douzaine de dessins sous de nombreuses couches de papier peint. Entre autres André Franquin, Jean Roba et Peyo avaient fait — probablement vers l'année 1958 — un dessin sur ce mur. Les dessins sont conservés, mais inaccessibles au public, à l'exception d'une journée portes ouvertes par an.

#### Le Moustique
En 1954, le nouveau rédacteur en chef René Henoumont débute au Moustique en lançant une nouvelle formule, magazine qu'il renouvelle sous l’aile de l’agence World Press, avec l’aide de son directeur Georges Troisfontaines et de plusieurs de ses employés, dont Charlier et Goscinny qui y crée Le Petit Nicolas et ne rencontre Sempé — entré à la World Press en 1953 — qu'au printemps 1955 dans les bureaux de la World Press.

#### Risque-Tout
En novembre 1955, Troisfontaines lance, pour les éditions Dupuis, le magazine Risque-Tout qu'il a conçu pour un public plus âgé que Spirou dans un grand format de quotidien de l'époque où étaient publiés, entre autres auteurs prestigieux, le dessinateur René Goscinny avec Le Capitaine Bibobu (1955) et Uderzo avec un des premiers travaux Tom et Nelly, Enfants du Siècle. Le rédactionnel fait une belle part aux sciences, Cel signe même une rubrique dans le premier numéro. Maurice Rosy raconte quant à lui : « Risque-Tout était une idée de Dupuis dans laquelle Troisfontaines s’était glissé, ce qui ne me plaisait pas car il achetait du matériel aux États-Unis, comme des plans de bateaux, qui ne m’intéressait pas beaucoup. Mais c’était lui qui tenait la régie publicitaire du groupe, l’une de ses plus importantes sources de revenus, il fallait faire avec… ». L'aventure s'achève en novembre 1956, victime de la concurrence et d'une diffusion géographiquement limitée.
En 1956, René Goscinny et Jean-Michel Charlier quittent la World Press. Uderzo raconte à ce propos : « Avec Goscinny et Charlier, nous avons créé, non pas un syndicat, mais un journal interprofessionnel pour informer nos collègues de leurs droits. À la suite de cela, Georges Troisfontaines s'est acharné sur Goscinny, qu'il a renvoyé, parce qu'il pensait, à tort, que tout était de sa faute. »
En 1962, Willy Lambil, lassé de se voir refuser ses planches par Dupuis va trouver Georges Troisfontaines qui lui dit « Si Dupuis n’en veut pas, je prends ! », c'est ainsi qu'il fournit quelques Oncle Paul jusqu'en 1963.

### Autres activités
Il investit sur la côte espagnole, à Javea. Plus tard, il acquiert une île aux Bahamas. En 1971, il tient le rôle de Georges Vandame dans le film Un peu, beaucoup, passionnément... de Robert Enrico. En 1977, avec World Productions (Belgique), il investit dans la production du film Vous n'aurez pas l'Alsace et la Lorraine de Marc Monnet avec Coluche comme acteur et Serge Gainsbourg pour les chansons. Il est membre de la Chambre belge des experts en bande dessinée.

## Décès
Georges Troisfontaines meurt le 1er février 2007, à l'âge de 87 ans à Neuilly-sur-Seine.

## Réception

### Postérité
Pour Didier Pasamonik : « Même s’il a toujours agi dans l’ombre et pour le compte de différentes maisons d’édition, le parcours de Georges Troisfontaines fut exceptionnel. Il a permis notamment à de nombreux auteurs de se révéler grâce à un écolage sur les Aventures de l’Oncle Paul [...] »
Selon Gilles Ratier, « Troisfontaines était peut-être un habile entrepreneur, mais ce n’était absolument pas un bon scénariste. »